# Colin Rose
Colin Rose (Newcastle upon Tyne, 1950) is een Engelse beeldhouwer.

## Leven en werk
Rose studeerde van 1973 tot 1976 aan de Newcastle upon Tyne Polytechnic en aansluitend van 1977 tot 1979 postacademisch beeldhouwkunst aan de universiteit van Newcastle. In 1984 stelde hij onder andere zijn werk Night and Day tentoon in het Yorkshire Sculpture Park in West Bretton, Wakefield. Rose maakt sculpturen van hout en metaal voor de openbare ruimte in diverse steden in de regio Noord-Oost-Engeland.
Rose woont en werkt in Northamptonshire en doceert beeldhouwkunst aan de School of Arts, Design & Media van de Universiteit van Sunderland.

## Werken (selectie)
- 1986 : Window, Bensham Bank in Gateshead
- 1988 : Rolling Moon[1] in Gateshead
- 1991 : Breeze[2], Cass Sculpture Foundation in Goodwood
- 1992 : Night and Day[3], Cass Sculpture Foundation
- 1995 : Whirling Beans[4], Kielder Water in Northumberland
- 1996 : Floating Rocks, Watergate Park in Gateshead
- 1996 : Pyramid, Edenhill Plantation in Beamish (County Durham)
- 2001 : The Roundy[5], Ushaw Moor in County Durham
- 2003 : Rain (9 Fountain/Spheres), Millennium Square in Sheffield
- 2005 : Two Elements Uniting to Form a Contract, Cambridge Sculpture Trails in Cambridge
- 2007 : Wriggle[6], Saltwell Park in Gateshead
- 2008 : Swirl Cone[7], Loughor Bridge (A484) in Carmarthenshire
- 2009 : Swirl aan de Tyne bij het Baltic Centre for Contemporary Art in Gateshead

## Fotogalerij

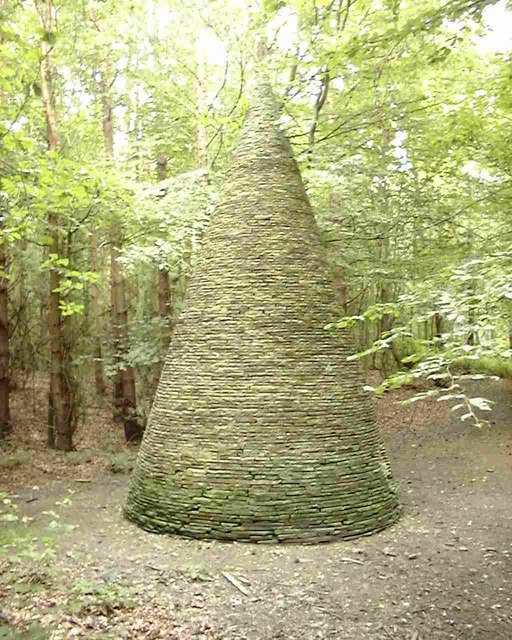
Pyramid
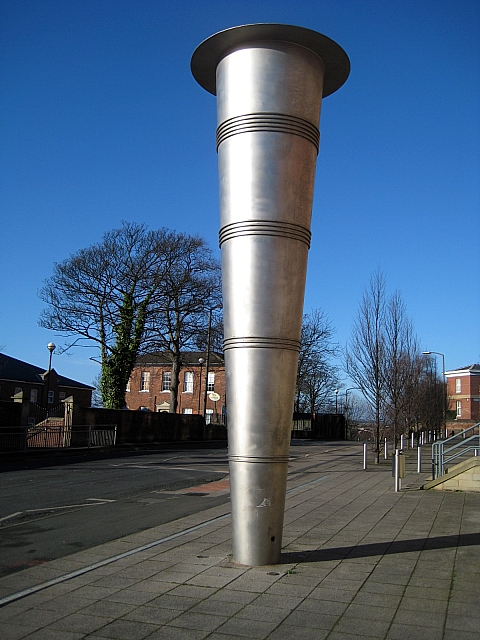
Beam
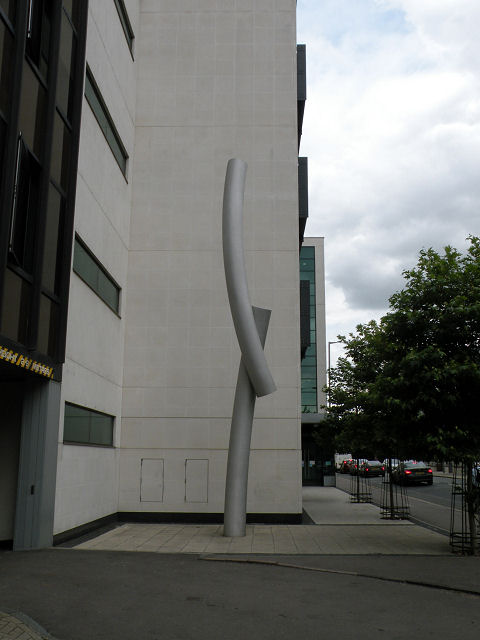
Two Elements Uniting to Form a Contract, Cambridge
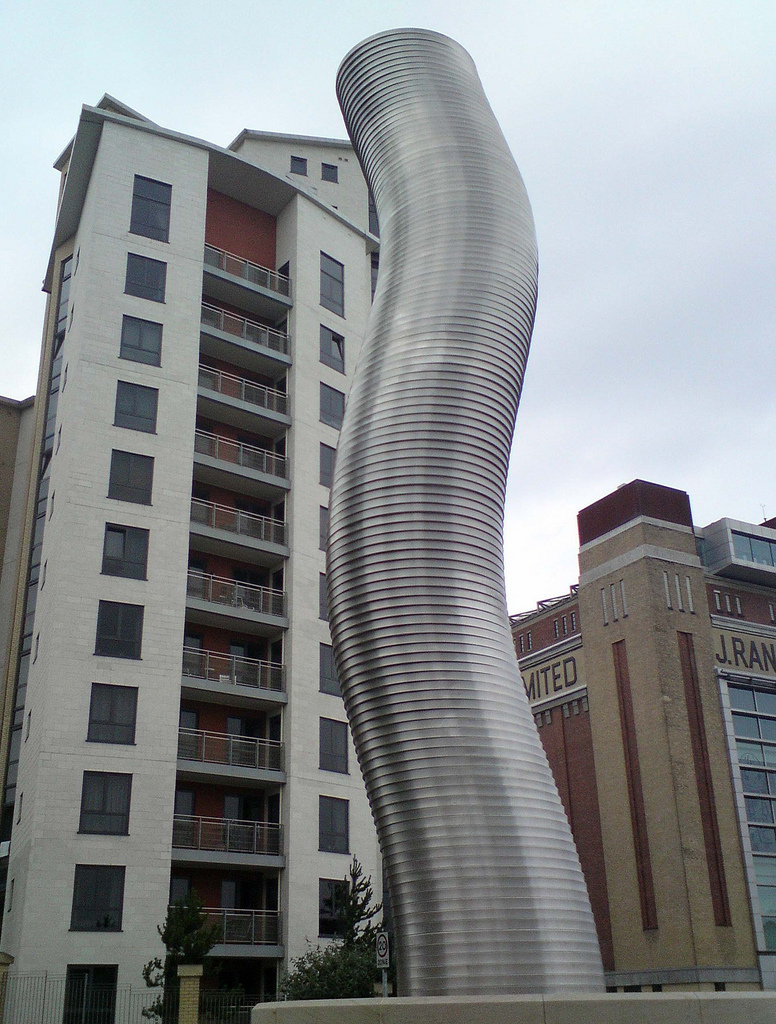
Swirl Cone, Gateshead